# ۱۴۴ (پیش از میلاد)
۱۴۴ (پیش از میلاد) ۱۴۴مین سال قبل از تقویم میلادی است.